# Melipilla
Melipilla – chilijskie miasto i gmina w Regionie Metropolitalnym; ośrodek administracyjny prowincji Melipilla. Według spisu ludności z roku 2017 na obszarze gminy 1345 km² mieszkało 123 627 mieszkańców, z czego samo miasto zamieszkiwało 72 650 osób.
Miejscowość założył 11 października 1742 roku gubernator Chile José Antonio Manso de Velasco. Pierwotnie jej nazwa brzmiała San José de Logroño.